# Le Cotopaxi
Le Cotopaxi est un tableau réalisé par le peintre américain Frederic Edwin Church en 1862. Cette huile sur toile est un paysage qui représente le volcan équatorien Cotopaxi pendant une éruption à l'origine d'un important panache que perce le soleil couchant, lequel se reflète dans un lac qui se déverse en une chute d'eau au premier plan de la composition. L'œuvre est une commande de James Lenox. Achetée en 1976, elle est conservée au Detroit Institute of Arts, à Détroit, dans le Michigan.